# Кадича Бърдо
Кадича Бърдо (на сръбски: Кадића Брдо) е село в Босна и Херцеговина, разположено в община Соколац, в ентитета на Република Сръбска. Населението му според преброяването през 2013 г. е 12 души, от тях: 7 (58,33 %) сърби, 5 (41,66 %) бошняци.

## Население
Численост на населението според преброяванията през годините:
- 1961 – 106 души
- 1971 – 108 души
- 1981 – 50 души
- 1991 – 42 души
- 2013 – 12 души